# کانلین مک کیب
کانلین مک کیب (انگلیسی: Conlin McCabe؛ زادهٔ ۲۰ اوت ۱۹۹۰) ورزشکار روئینگ اهل کانادا است.
وی در مسابقات کشوری و بین‌المللی در مجموع برندهٔ ۲ مدال طلا، ۱ مدال نقره، ۱ مدال برنز شده‌است.